# De aliquibus mutationibus in normis

Wappen von Papst Benedikt XVI.

De aliquibus mutationibus in normis de electione Romani Pontificis (dt. „Über einige Änderungen in den Bestimmungen über die Wahl des römischen Papstes“) ist ein Apostolisches Schreiben von Papst Benedikt XVI. Es wurde am 11. Juni 2007 veröffentlicht und regelt in der Form eines Motu proprios die Wiedereinführung der herkömmlichen Normen bezüglich der benötigten Mehrheit für die Wahl des Papstes. Es wird die Rückkehr zur unbedingten Zweidrittelmehrheit bei Papstwahl angeordnet: Es wird verfügt, dass bei der nächsten Papstwahl ein Papst nur mit einer Zweidrittelmehrheit der stimmberechtigten Kardinäle gewählt werden kann. Somit stellte Papst Benedikt XVI. wieder die alte Wahlordnung her, nach der auch nach 33 bzw. 34 Wahlgängen  in einem Konklave für die Wahl des neuen Papstes eine Zweidrittelmehrheit erforderlich ist. Allerdings werden ab dem 34. bzw. 35. Wahlgang nur noch Stichwahlen zwischen den beiden Kandidaten zugelassen, die im letzten offenen Wahlgang die meisten Stimmen erhalten hatten. Unter Johannes Paul II. war die Wahlordnung zur Papstwahl durch die Apostolische Konstitution Universi Dominici gregis insofern geändert worden, als eine Zweidrittelmehrheit nach mehr als 33 bzw. 34 Wahlgängen nicht mehr notwendig gewesen wäre, sondern die absolute Mehrheit genügt hätte.